# Ouston (Stamfordham)
Ouston – przysiółek w Anglii, w hrabstwie Northumberland, w civil parish Stamfordham. Leży 19 km na zachód od miasta Newcastle upon Tyne i 408 km na północ od Londynu. W 1951 roku civil parish liczyła 13 mieszkańców.